# Benjamin Adams
Benjamin Willard (Ben) Adams (Newark, 31 maart 1890 – Neptune City, 15 maart 1961) was een Amerikaanse atleet, die voornamelijk aan staand hoogspringen deed.

## Biografie
Adams vertegenwoordigde de Verenigde Staten op de Olympische Spelen van 1912 in Stockholm en won met 1,60 meter een zilveren medaille achter zijn vijf jaar oudere broer Platt Adams (goud) en voor de Griek Konstantinos Tsiklitiras (brons). Hij deed op deze Spelen ook mee aan het staand verspringen en behaalde hier met een sprong van 3,28 meter een bronzen medaille achter Konstantinos Tsiklitiras (goud) en Platt Adams (zilver). Hij maakte diezelfde Olympische Spelen ook deel uit van het Amerikaanse honkbalteam.

## Palmares

### hoogspringen uit stand
- 1912:  OS - 1,60 m (PR)

### verspringen uit stand
- 1912:  OS - 3,28 m (PR)